# جوکوروتو
جوکوروتو (به پرتغالی: Jucurutu) یک منطقهٔ مسکونی در برزیل است که در ریو گرانده شمالی واقع شده‌است. جوکوروتو ۱۸٬۳۱۵ نفر جمعیت دارد.